# Římskokatolická farnost Červená Voda
Římskokatolická farnost Červená Voda je územní společenství římských katolíků v děkanátu Zábřeh s farním kostelem svatého Matouše.

## Historie farnosti
První písemná zmínka o obci pochází z roku 1481. V roce 1575 již existoval ve vesnici dřevěný kostel, který později vyhořel. Samotná farnost byla založena roku 1640. V letech 1683–1686 byl vybudován současný farní kostel a fara. 

## Duchovní správci
První farář v polovině 17. století se jmenoval Joan Albyn. Od července 2014 byl ustanoven farářem R. D. Mgr. Ing. Radek Maláč. Toho od července 2017 vystřídal R. D. Mgr. Vitalij Molokov. Od července roku 2024 je zdejším farářem ustanoven R. D. Mgr. Jan Bleša.

## Bohoslužby
| Kostel                      | Místo           | Bohoslužba (den)                                | Hodina                | Poznámka        |
| --------------------------- | --------------- | ----------------------------------------------- | --------------------- | --------------- |
| svatého Matouše             | Červená Voda    | neděle středa čtvrtek (poslední v měsíci) pátek | 9.00 18.00 8.00 18.00 | farní kostel    |
| Narození Panny Marie        | Mlýnický Dvůr   | 1. a 3. čtvrtek v měsíci                        | 17.00 (pouze v létě)  | filiální kostel |
| svatého Josefa Kalasanského | Moravský Karlov | 2. čtvrtek v měsíci                             | 17.00 (pouze v létě)  | filiální kostel |